# Meshchora

Un mapa aproximativo de las culturas de la Rusia europea en el.

Los meshchiora o meshcherá (del ruso: мещёра o мещера́) eran un pueblo fínico que vivía en el territorio entre el río Oká y el río Kliazma. Una tierra de bosques, pantanos y lagos. Esta área es llamada todavía región de Meshchiora.

## Registros
La primera fuente rusa que habla de ellos es la Tolkóvaya Paleyá en el siglo XIII. Son mencionados en varias crónicas más tardías rusas del periodo anterior al siglo XVI. Esto supone un contraste con otras tribus de la región, los meria y muromá, que parece que fueron asimilados por los eslavos orientales en los siglos X  y XI.
Iván II, Príncipe de Moscovia, escribió en su testamento, en 1358, sobre un pueblo llamado Meshchorka, que había comprado al jefe meshchiora Aleksandr Ukóvich. El pueblo parece que se convirtió a la fe ortodoxa, convirtiéndose en vasallo del Principado de Moscovia.
Varios documentos mencionan a los meschiora en relación con la campaña de Iván el Terrible contra Kazán en el siglo XVI. Estos relatos hablan de un estado meshchiora - llamado Meshchiora de Témnikov (Темниковская Мещёра) por su capital, la ciudad de Témnikov - que fue asimilado por los mordvinos y los tártaros.
El príncipe Andréi Kurbski escribió que en la tierra de los meshchiora se hablaba el idioma mordvino (véase también idioma meshchero).

## Arqueología
En el pueblo de Zhabki (raión de Yegórievsk, óblast de Moscú), en 1870 se encontraron tumbas meshchiora. Se hallaron decoraciones femeninas de bronce identificadas como ugrofinesas, datadas entre los siglos V y VIII. Se encontraron hallazgos muy similares en el óblast de Riazán y en el de Vladímir, permitiendo a los arqueólogos establecer lo que caracterizaba la cultura material de los meshchiora. En total, surgieron a la luz doce yacimientos a lo largo de los ríos Moscova, Oká hasta la ciudad de Kasímov. La opinión general actualmente, es la de que la cultura Oká-Riazán es exactamente la misma que los meshchiora.
Las tumbas femeninas escondían objetos típicos de los fineses del Volga, de entre los siglos IV y VII, como anillos, colgantes tintineantes, hebillas y torques. Algo específico de estas tumbas eran láminas para el pecho redondas con una ornamentación característica.
Algunas de las tumbas mantenían bien conservado el óxido de cobre de las decoraciones con pequeñas campanas que contenían trozos de largo pelo negro en el que se entretejían los colgantes.
A través de los restos se ha considerado que los pueblos eslavos llegaron al territorio meshchiora entre los siglos X y XII.

## Desaparición
En el valle del río Oká, la cultura meshchiora parece que desapareció en el siglo XI. No hay indicaciones de genocidio, pero los últimos cambios muestran que los meschiora fueron en parte expulsados por los eslavos.
En el norte pantanoso, parece que se mantuvieron y sin convertirse a la fe ortodoxa. Los eslavos no estaban interesados en los humedales y permitieron a los meshchiora permanecer allí por un tiempo. La nobleza parece haberse convertido y asimilado en el siglo XIII, pero el pueblo llano mantendría elementos de su idioma y creencias por un periodo mayor de tiempo. En el siglo XVI en Radovitsy, pueblo de la gobernación de Riazán, fue fundado el Monasterio de San Nicolás (Николо-Радовицкий монастырь) con la intención de convertir a la fe cristiana ortodoxa a los meshchiora que todavía eran paganos. Es posible que aún mantuvieran su antiguo idioma meschero.
La familia de príncipes Meshchiorski deriva de la nobleza meshchiora.

## Influencia étnica
Los etnógrafos consideran a los actuales meshchiora como un grupo local dentro de la etnia rusa. Estos hablantes de ruso viven en los grandes bosques de la frontera entre los óblast de Moscú, Riazán y Vladímir. Normalmente son morenos y de mediana altura y continúan viviendo como pescadores, apicultores y cazadores.
Se cree que los misharos, un subgrupo de los tártaros, heredaron el nombre meshchiora, aunque no queda claro si el etnónimo deriva del mismo nombre de la región en la que el grupo vivía originalmente o que realmente el grupo remonta su ascendencia a esta tribu.